# Greiffenpfeil (Adelsgeschlecht)

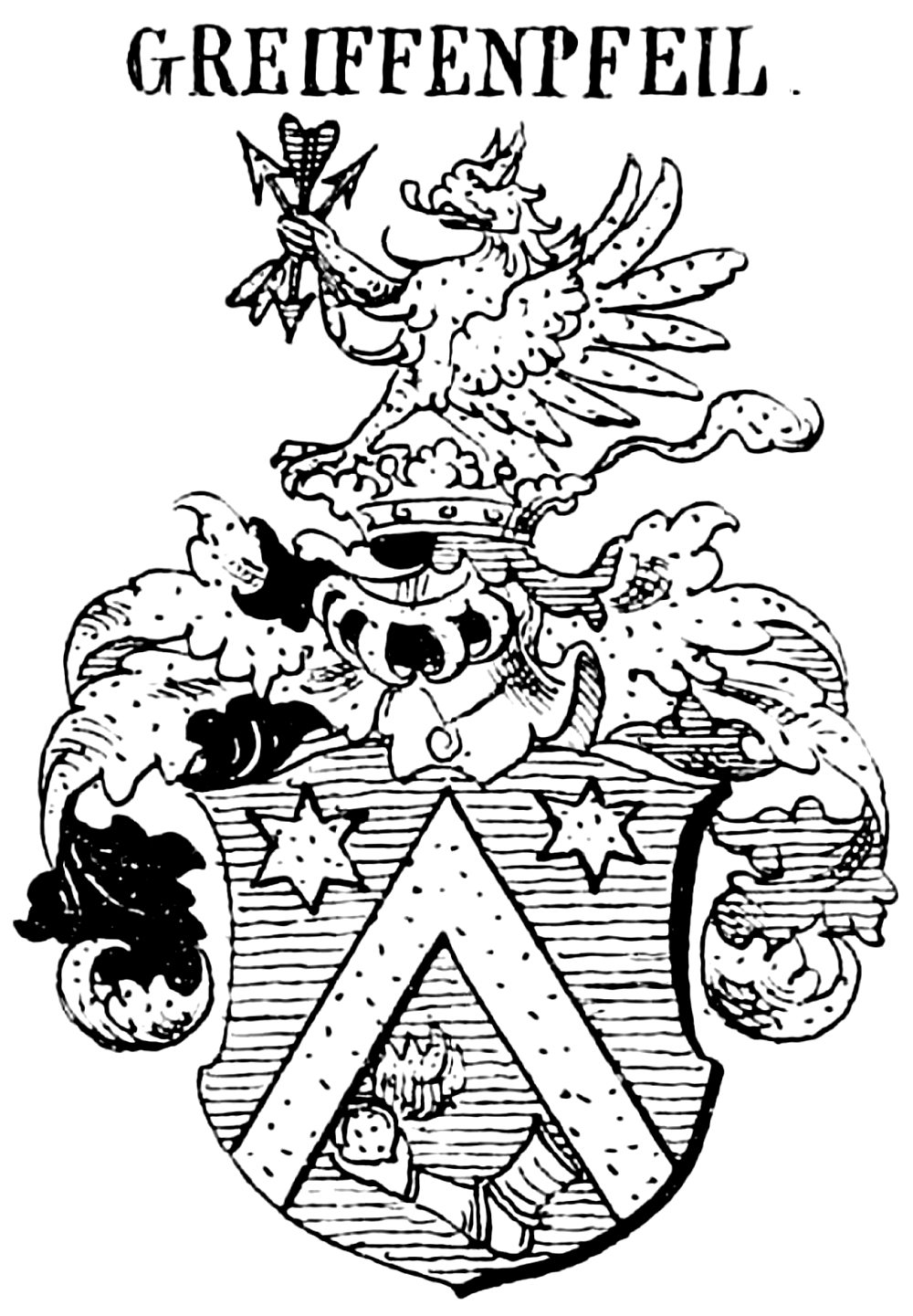
Wappen der Hoffmann von Greifenpfeil, 1655

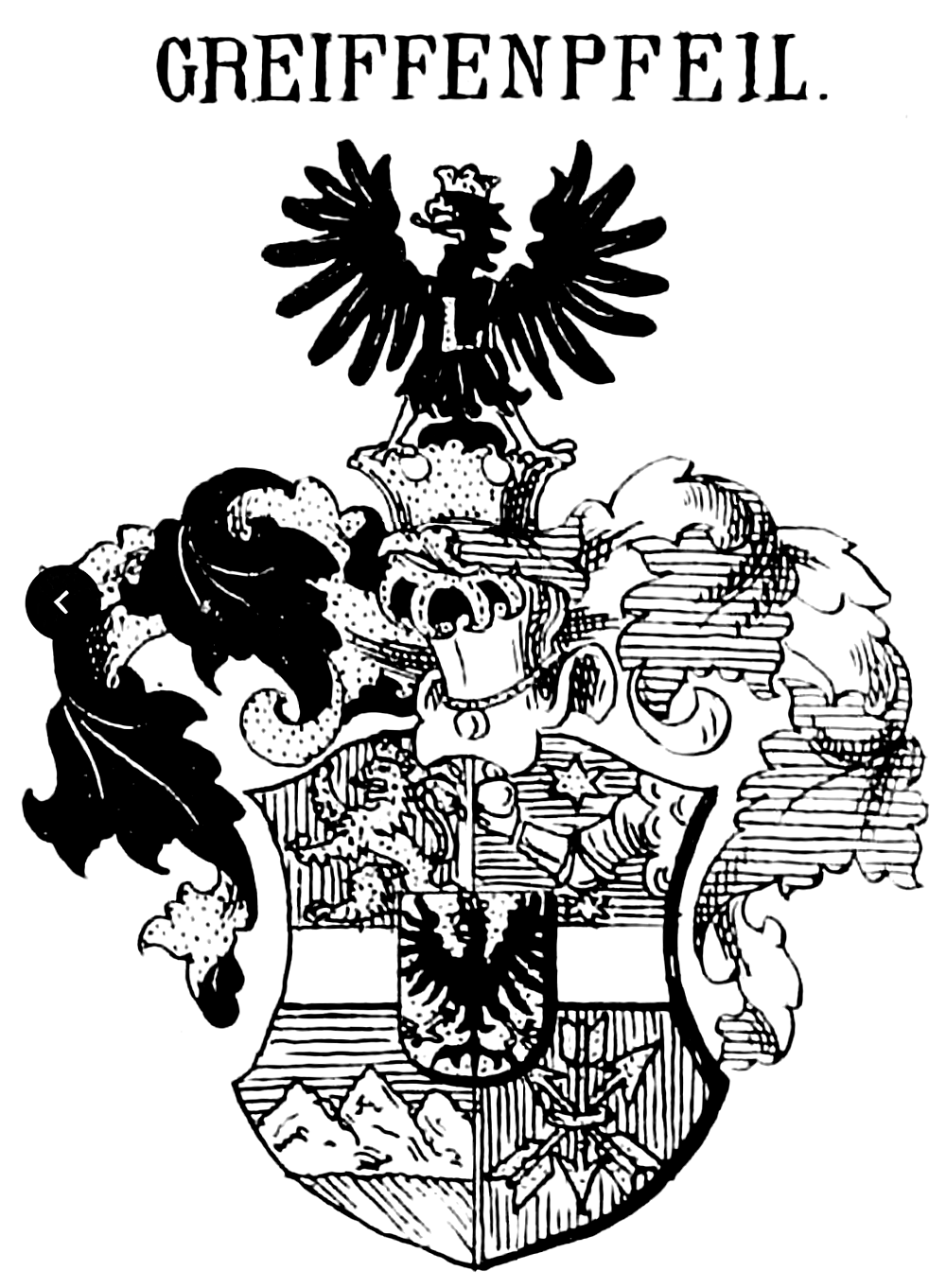
Wappen der Freiherren von Greiffenpfeil, 1699

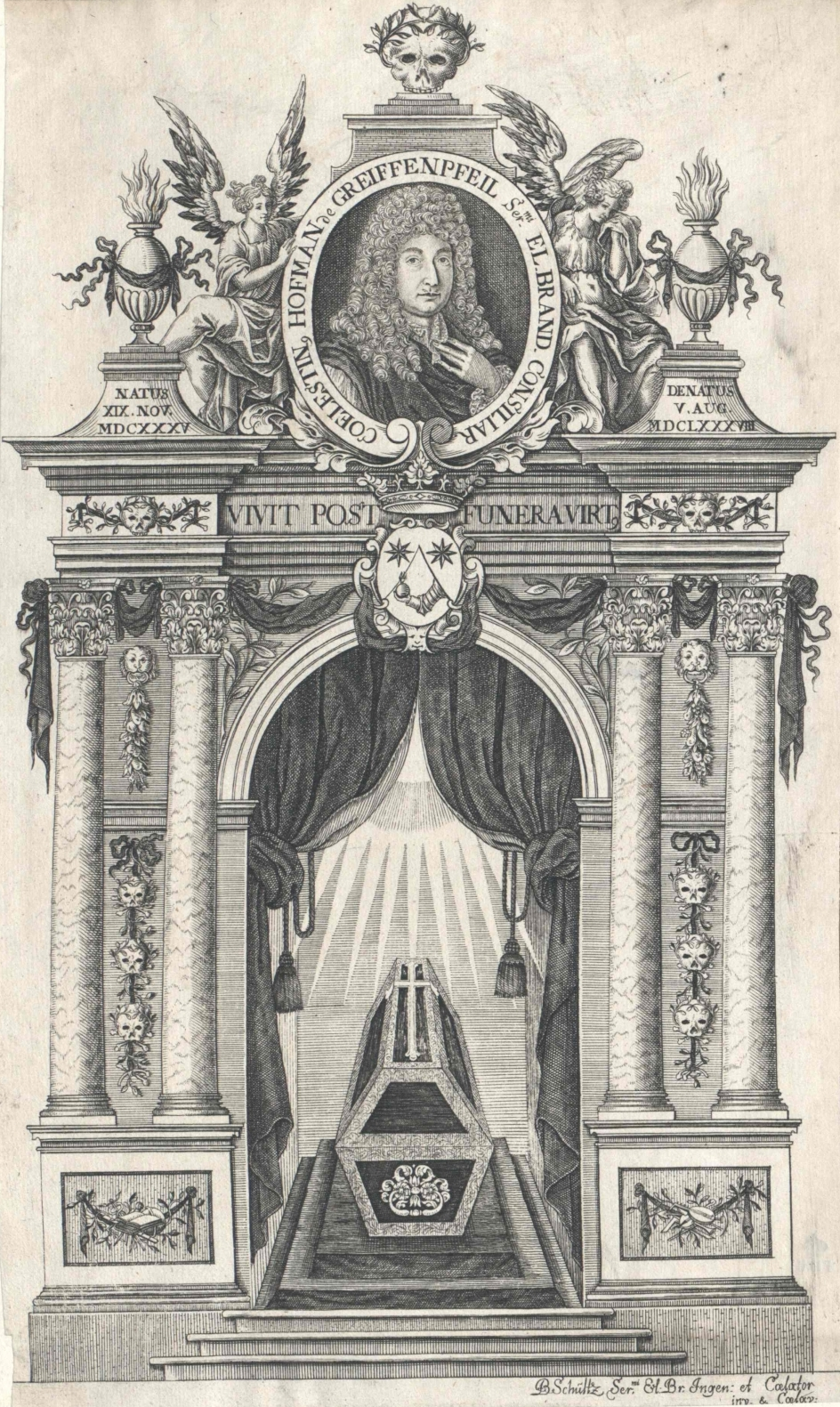
Sarg des Bürgermeisters Cölestin Hoffmann von Greiffenpfeil

Greiffenpfeil, ursprünglich Hoffmann von Greiffenpfeil, war der Name eines brandenburgischen briefadeligen Geschlechts, welches in den Reichsfreiherrenstand erhoben wurde und 1775 im Mannesstamm erloschen ist. 

## Geschichte
Das Geschlecht ging auf den Bürgermeister von Frankfurt (Oder) Melchior Hoffmann († 9. Mai 1659) zurück, welchem am 15. Juli 1655 der Reichsadelsstand verliehen wurde. Dessen Sohn, dem Bürgermeister von Frankfurt (Oder) Cölestin Hoffmann von Greiffenpfeil, bestätigte Friedrich Wilhelm von Brandenburg am 15. Juli 1685 seinen Adel. Cölestin Hoffmann von Greiffenpfeil war Erbherr auf Schönefeld, Heinrichsdorf, Rosenfeld, Steckelin und Kehrberg. Am 10. Januar 1699 erhob Kaiser Leopold I. den k. k. Oberstleutnant Melchior von Greiffenpfeil in den Reichsfreiherrenstand. Darauf erhielt auch er am 23. November 1700 von Kurfürst Friedrich III. von Brandenburg eine Adelsanerkennungsdiplom. 
Die Greiffenpfeil besaßen zuletzt in Pommern im Kreis Greifenhagen die Güter Heinrichsdorf und Züchow. Mit dem königlich-preußischen Landrat Gustav Eberhard von Greiffenpfeil († 26. April 1775) ist das Geschlecht im Mannesstamm erloschen. Das Allodial-Gut Heinrichsdorf erbte dessen Witwe Barbara Charlotta Juliana, eine Tochter des preußischen Generalmajors Joachim Christian von Bandemer.

## Wappen
Blasonierung:
- Adliges Wappen: In Blau ein goldener Sparren, oben begleitet beiderseits von einem goldenen Sterne, unten von einem geharnischten Arm mit Granate. Kleinod: Aus der Krone wachsender goldener Greif, in der rechten erhobenen Klaue drei geschrägte Pfeile, die äußeren golden und schwarz geflitscht, der mittlere gestürzte silbern und rot geflitscht. Decken schwarz-golden und blau-golden.
- Freiherrliches Wappen: Quadriert und belegt mit einem silbernen Balken, auf dem der goldene Herzschild, welcher einen schwarzen gekrönten Adler zeigt, die Brust belegt mit dem goldenen Buchstaben L. Feld 1 in Rot rechtsgekehrter gekrönter doppelschwänziger goldener Löwe; 2 in Blau aus im linken Obereck befindlichen Wolken hervorgehender geharnischter Arm mit Granate, oben und unten begleitet von je einem goldenen Stern; 3 in Blau auf grünem Boden drei natürliche Felsen; 4 in Rot drei geschrägte, mit blauem Bande zusammengebundene Pfeile, der mittlere gestürzt. Kleinod: der Adler des Herzschildes auf der Krone. Decken: schwarz-golden und blau-silbern.

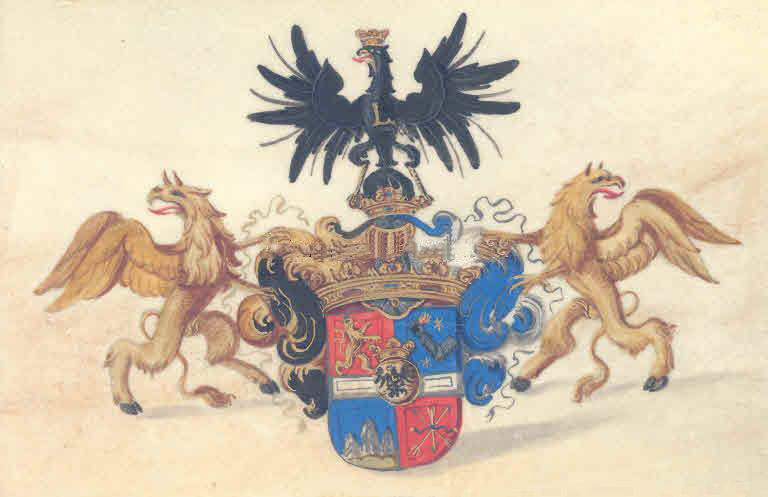
Freiherrenwappen von 1699

## Persönlichkeiten
- Cölestin Hoffmann von Greiffenpfeil (1635–1688), Bürgermeister von Frankfurt (Oder)
- Gustav Eberhard von Greiffenpfeil (um 1700–1775), deutscher Landrat von Greifenhagen
- Melchior Hoffmann von Greiffenpfeil (1626–1661), deutscher Physiker und Hochschullehrer